# (8988) 1979 MA4
(8988) 1979 MA4 là mộtn Outer Main-Belt Hành tinh vi hình. Nó được phát hiện bởi Eleanor F. Helin và Schelte J. Bus ở Đài thiên văn Siding Spring gần Coonabarabran, New South Wales, Úc, ngày 25 tháng 6 năm 1979.